# Andrew Hoy

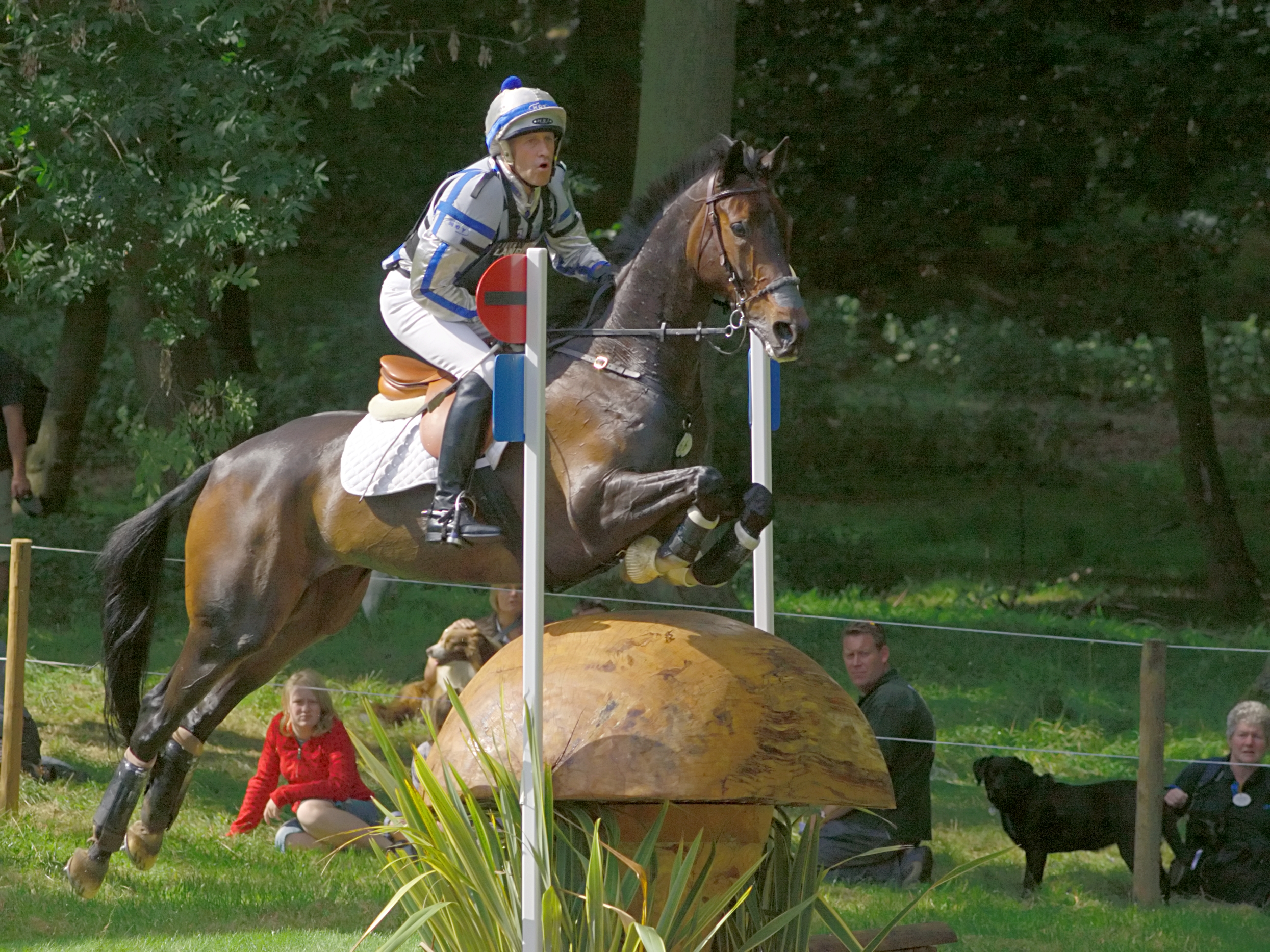
Andrew Hoy auf Master Monarch (Burghley Horse Trials 2007)

Andrew Hoy OAM (* 8. Februar 1959 in Culcairn, New South Wales) ist ein australischer Vielseitigkeitsreiter und Landwirt. Er gehört zu den Erfolgreichsten seiner Sportart, mit drei olympischen Goldmedaillen und Siegen in vier von sechs Vielseitigkeits-Turnieren, die vom Weltreitverband FEI zur höchsten Kategorie (CCI****) gerechnet werden.

## Karriere
Hoy, der einen Hochschulabschluss in Agronomie besitzt, begann im Alter von sieben Jahren zu reiten und bestritt zehn Jahre später die ersten Wettkämpfe. 1978 wurde er erstmals international eingesetzt und im darauf folgenden Jahr gelang ihm mit dem Sieg bei den renommierten Burghley Horse Trials der Durchbruch an die Weltspitze.
Aufgrund des Olympiaboykotts konnte Hoy 1980 nicht in Moskau an den Start gehen. Er wurde jedoch für das ersatzweise ausgerichtete Festival in Fontainebleau nominiert, wo er mit Davey die Mannschafts-Bronzemedaille gewann.
Seine erste von bisher sechs Teilnahmen bei Olympischen Spielen folgte 1984. Bei den Olympischen Sommerspielen 1992 in Barcelona gewann Hoy mit dem australischen Team die Goldmedaille. Diesen Erfolg wiederholte er 1996 in Atlanta und 2000 in Sydney; 2000 wurde er außerdem Zweiter im Einzelwettbewerb. In Atlanta war Hoy während der Eröffnungsfeier Fahnenträger der australischen Delegation.
2002 gewann Hoy die Luhmühlener Vielseitigkeit, 2006 die Rolex Kentucky Three Day und die Badminton Horse Trials. Somit fehlen ihm noch Siege beim Australian International Three Day Event und bei Étoiles de Pau zum Gewinn aller sechs höchstklassierten Turniere. Bei Weltmeisterschaften bzw. Weltreiterspielen wurde Hoy bisher zweimal Dritter in der Teamwertung, 1986 in Gawler und 2006 in Aachen.
In Anerkennung seiner Verdienste um den Sport als Goldmedaillengewinner bei den Olympischen Spielen in Barcelona 1992 wurde er 1993 mit der Medaille des Order of Australia ausgezeichnet. 2000 wurde er in die Sport Australia Hall of Fame aufgenommen.

## Privatleben
Andrew Hoy war mit der deutschen Vielseitigkeitsreiterin Bettina Hoy (geb. Overesch) verheiratet. Beide bewirtschafteten zwölf Jahre lang Gatcombe Park, den privaten Landsitz der britischen Prinzessin Anne. Er kennt die Prinzessin seit 1979, als er von ihrem damaligen Ehemann und Olympiasieger Mark Phillips trainiert wurde. Im Februar 2009 verließen sie die Anlage.
Ende November 2011 gab Bettina Hoy ihre Trennung von Andrew Hoy bekannt. Andrew Hoy lebt wieder in Großbritannien. Andrew und Bettina Hoy waren das erste Ehepaar, das im Vielseitigkeitsreiten für unterschiedliche Nationen an den Start ging und gegeneinander antrat.

## Erfolge
- Olympische Spiele
  - 1992: Gold Mannschaft
  - 1996: Gold Mannschaft
  - 2000: Gold Mannschaft, Silber Einzel
  - 2020: Silber Mannschaft, Bronze Einzel

- Weltmeisterschaften
  - 1986: Bronze Mannschaft

- Weltreiterspiele
  - 2006: Bronze Mannschaft

- Sonstige bedeutende Turniere
  - Sieger Burghley Horse Trials: 1979 und 2004
  - Sieger CCI 4* Luhmühlen: 2000
  - Sieger Rolex Kentucky Three Day: 2006
  - Sieger Badminton Horse Trials: 2006